# Hanson Island
Hanson Island är en ö i Kanada.   Den ligger i provinsen British Columbia, i den sydvästra delen av landet, 3 800 km väster om huvudstaden Ottawa. Arean är 15,1 kvadratkilometer.
Terrängen på Hanson Island är platt. Öns högsta punkt är 165 meter över havet. Den sträcker sig 3,8 kilometer i nord-sydlig riktning, och 6,8 kilometer i öst-västlig riktning.
Trakten runt Hanson Island är nära nog obefolkad, med mindre än två invånare per kvadratkilometer.